# Formosotoxotus malayanus
Formosotoxotus malayanus är en skalbaggsart som beskrevs av Hayashi 1977. Formosotoxotus malayanus ingår i släktet Formosotoxotus och familjen långhorningar. Inga underarter finns listade i Catalogue of Life.